# 波尔基铁路事故
波尔基铁路事故发生于1888年10月29日（俄历10月17日），俄罗斯帝国哈尔科夫省的波尔基（现在位于乌克兰），俄罗斯帝国皇帝亚历山大三世在乘火车从克里米亚返回圣彼得堡过程中，由于火车编组过长，速度过快脱轨，21人当场死亡。

## 经过
事故发生于1888年10月29日（俄历10月17日）9时10分，亚历山大三世一家乘坐的皇家专列途径哈尔科夫以南地区，车上载有68人，车厢技术指标良好，从未发生过事故。根据俄罗斯帝国的规定，客运列车最多允许有42组轮对，而皇家专列共计15节车厢，64组轮对，载重量接近上限，且车速过快，达到68公里/小时，事发地路基较高，约10.7米，导致出现严重脱轨事故。
根据亲历者的描述，火车在脱轨过程中经历了三次撞击，所有乘客都被甩下座位。惊魂未定的随行人员开始搜寻皇帝一家的下落，发现亚历山大三世与玛丽亚·费奥多萝芙娜皇后以及他们的孩子们并无大碍，只是受了些惊吓。15节车厢只有5节在空气制动装置的保护下保存完好，宫廷侍从们乘坐的车厢（内有小型餐厅）彻底毁坏，车厢内13人全部死亡，遗体严重扭曲。皇帝的子女们乘坐的车厢中当时只有6岁的奥丽加女大公和10岁的米哈伊尔大公，前者和自己的保姆一起被甩出窗外，摔在路基上，后者被一名士兵在皇帝的帮助下从车厢残骸中救出。皇帝、皇后和他们的其他子女——尼古拉皇储（后来的尼古拉二世）、格奥尔基大公和克谢妮亚女大公，以及受邀与他们一起用餐的侍从人员位于另一节车厢，大多只受了些皮外伤，皇帝的背部有碰伤，皇后的左上臂拉伤，奥丽加女大公的背部碰伤，亚历山大三世的侍卫长一根手指骨折。事故共造成21人当场死亡，24人受伤，伤者中又有两人抢救无效死亡。
事故发生后，皇帝本人亲自参与对被埋压者的救援，手臂受伤的皇后参与了对伤者的救治。亚历山大三世一家乘坐随后抵达的另一辆皇家专列，于次日抵达哈尔科夫。

## 调查

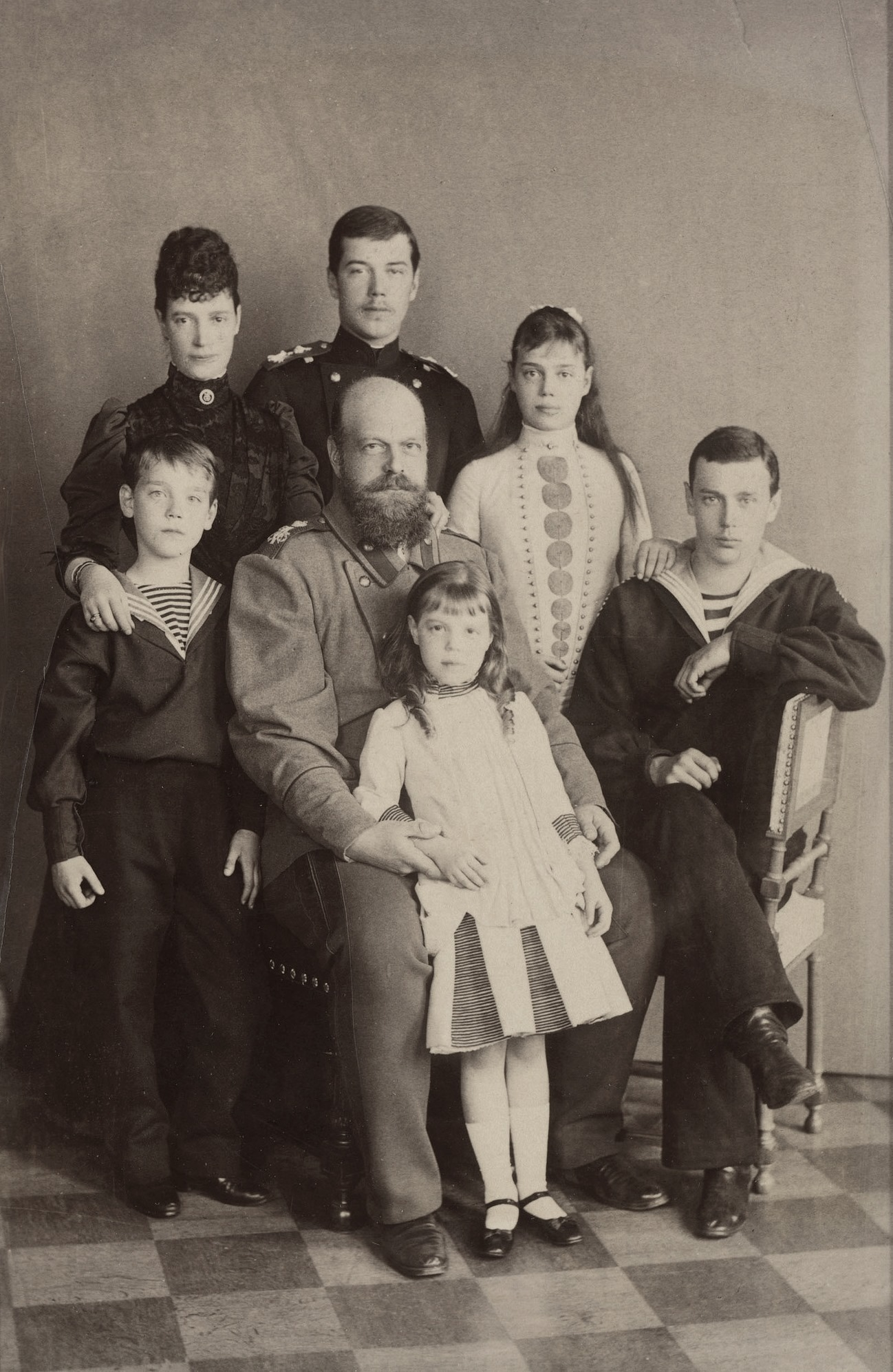
亚历山大三世一家，拍摄于1888年，正中坐者为亚历山大三世，身前为奥丽佳女大公，后排左起依次为：米哈伊尔大公、玛丽亚·费奥多罗芙娜皇后、尼古拉皇储、克谢妮亚女大公、格奥尔基大公

回到圣彼得堡后，亚历山大三世下令成立由首席铁路监察员卡努特·谢恩瓦尔男爵（在脱轨事故中腿部受伤）、西南铁路局局长谢尔盖·维特、哈尔科夫技术学院院长维克多·吉尔皮乔夫和元老院刑事案件上诉司检察官阿纳托利·科尼组成的调查组，对事故原因展开调查。调查组成员对事故原因的意见并不一致：维特坚持认为事故原因是超速，这样一来公司就没有管理上的责任；吉尔皮乔夫认为问题出在枕木上；而科尼认为问题出在铁路的运营方，这样一来相关官员就不必承担责任。亚历山大三世决定低调处理此事，将谢恩瓦尔、交通部长波西耶特海军上将、皇家列车监察员塔乌别男爵、库尔斯克-哈尔科夫-亚速铁路局局长柯万科、铁路局局长萨洛夫等人革职查办，事故发生两个月前已经去世的总工程师波利亚科夫也被追责。
另有说法称，这不是一起简单的交通事故，而是民意党策划的恐怖事件。列车餐车厨师的助手是一名革命者，他在餐车内安放了定时炸弹，设定在皇帝一家用餐时爆炸，而他本人在炸弹爆炸前溜下火车，逃亡国外。奥丽加女大公在回忆录中写道，事故发生时，车体剧烈晃动，餐车瞬间被炸成两半，就连家人们在谈起这件事的时候也认为这不是简单的事故。她认为，自己的父亲之所以对事件进行冷处理，是因为他不想用这种方式“激励”其他潜在的革命者。

## 后续

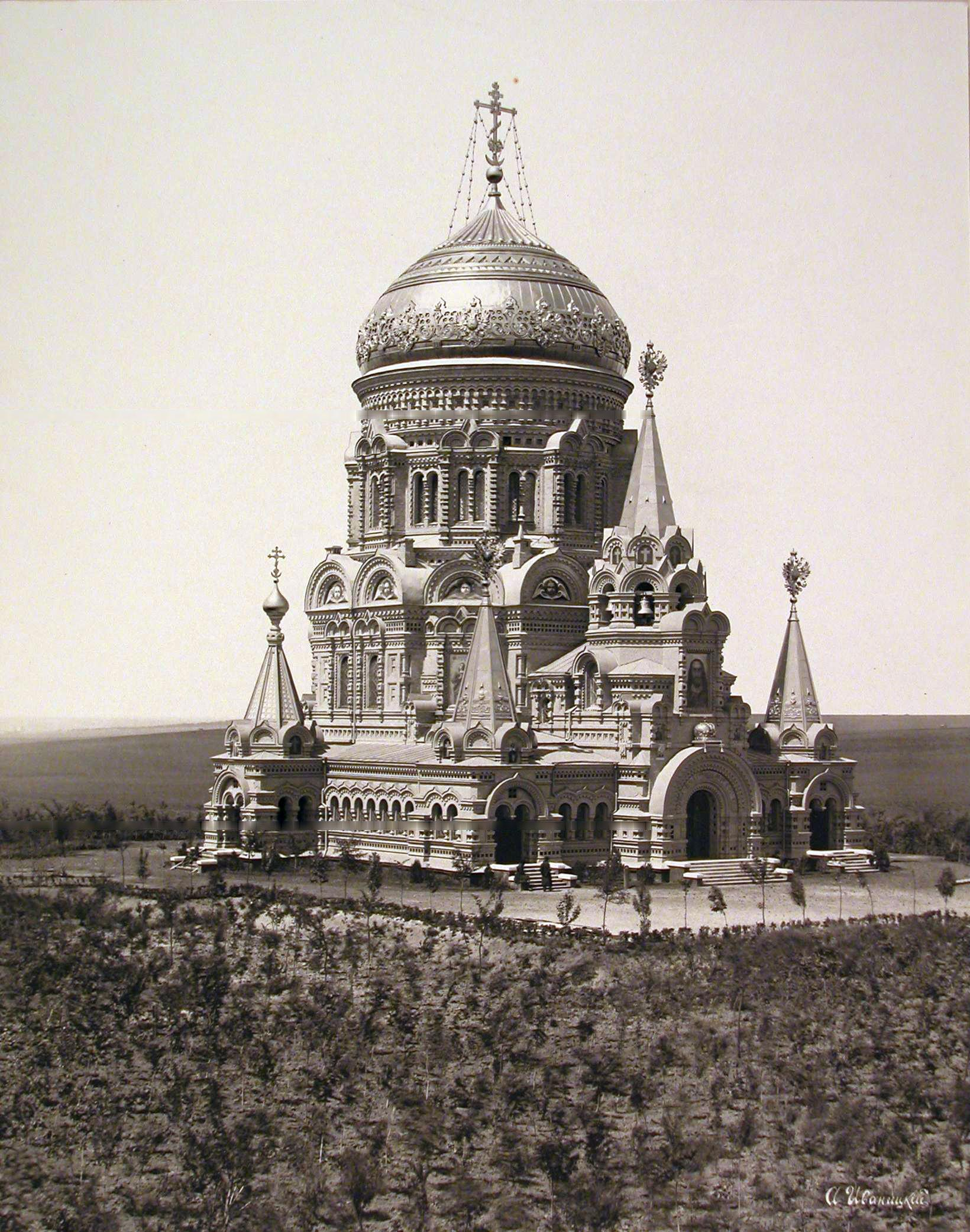
为纪念亚历山大三世一家幸免建造的波尔基救世主大教堂，建于1891-1894年，1943年毁于战火

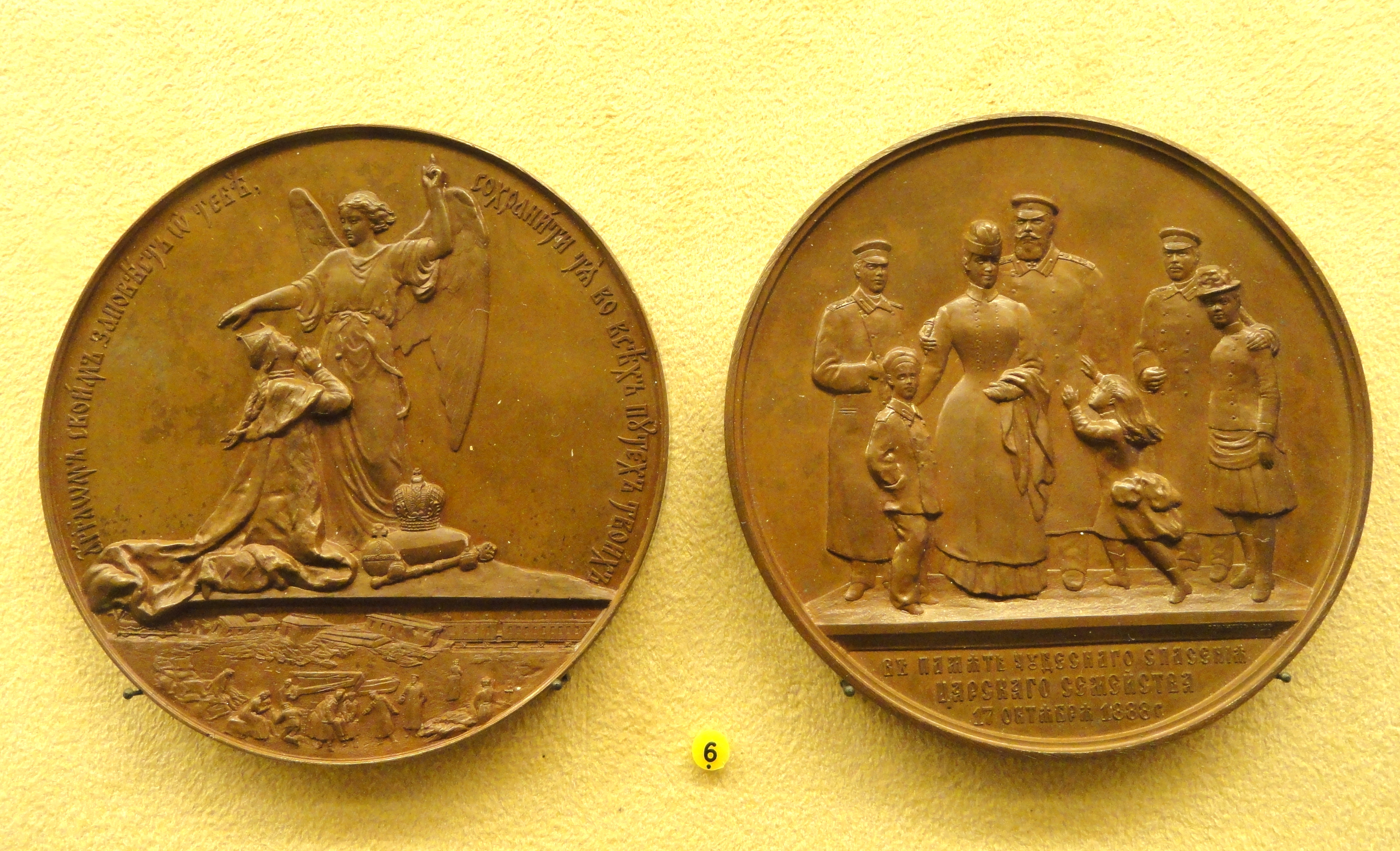
波尔基铁路事故主题纪念章，现珍藏于芬兰国家博物馆，左图下方为事故现场，上方文字为教会斯拉夫语，意为“他要为你吩咐他的使者、在你行的一切道路上保护你”，右图下方文字意为“1888年10月17日沙皇家庭奇迹幸免纪念”。

事故发生后，俄罗斯正教会在事发地附近建造了多个教堂和礼拜堂，很多都在十月革命和苏德战争时期被毁。其他城市也有很多相关的宗教建筑。为了庆祝亚历山大三世一家奇迹般地逃过一劫，当地开设了以亚历山大三世命名的商业学校和伤残铁路工人疗养院。
本就害怕死亡的亚历山大三世参与救援时因穿着过于单薄感染了风寒，加上事件遇難傷者慘烈的景況，也可能為抗拒改革者的刺殺未遂，總之由於事故的刺激，从此更加深居简出，漸少激進的改革，还开始酗酒，身体状况大不如前，直到1894年去世，其间国家大事多由尼古拉皇储处理，使得俄羅斯落後的問題進一步惡化。

## 现场图集
- 示意图